# مواد بی‌نقص
«مخدر بی‌نقص» (به انگلیسی: The Perfect Drug) نام یکی از ترانه‌های ناین اینچ نیلز است. این ترانه را ترنت رزنر به‌عنوان یکی از ساندترک‌های فیلم بزرگراه گمشده اثر دیوید لینچ ساخته‌است و اولین بار در فوریهی سال ۱۹۹۷ در آلبوم ساندترک آن فیلم منتشر شد. نسخهٔ رمیکس شدهٔ «مخدر بی‌نقص» در ۱۳ مه همان‌سال در آلبوم چند آهنگهٔ The Perfect Drug تحت نام «ناین اینچ نیلز» منتشر شد. «مخدر بی‌نقص» برپایه ی سامانه ی شماره‌گذاری منحصر به آثار اِن‌آی‌اِن (Halo numbers) با عنوان Halo 11 هم شناخته می‌شود.

## ویدئو
ویدئوی «مخدر بی‌نقص» که از ساخته‌های مایک رومانیک است نخستین بار در ۱۸ ژانویه ۱۹۹۷ پخش شد. این ویدئو در مجموعه آثار تصویری اِن‌آی‌اِن باعنوان Closure و بخش چهارم مجموعه موزیک‌ویدئوهای Directors Label (به‌عنوان یکی از آثار مایک رومانیک) هم منتشر شده‌است.
ویدئو ترنت رزنر را در جایگاه پدری که سوگوار دختر کوچک از دست‌رفته‌اش است و سعی می‌کند اندوه‌اش را با مصرف اَبسنث به فراموشی بسپارد، در فضایی گوتیک به تصویر می‌کشد.